# 音乐宇宙
音乐宇宙又称音乐的普适性或天体音乐（Musica：音乐的中世纪拉丁文名称），是一种古老的哲学概念，指相关比例在太陽、月亮、行星等运动天体皆遵从音乐的普遍形式。这种音乐并非通常字面意義上的声音，而是谐波、数学的概念。此音乐方面的思想持续吸引著思想家，直到文艺复兴时期，影响遍及各类学者、人文主义者。

## 历史

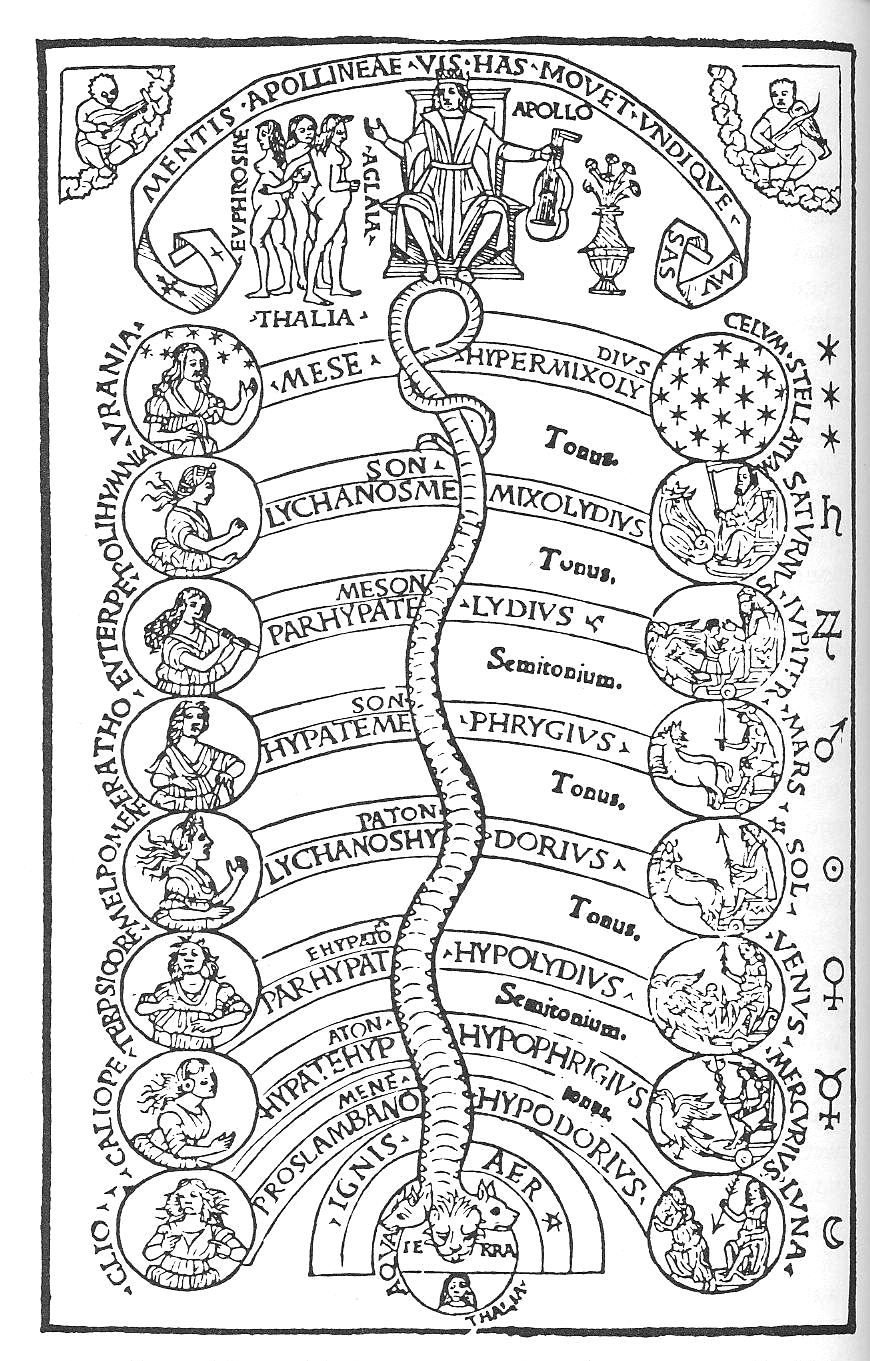
Engraving from Renaissance Italy showing Apollo, the Muses, the planetary spheres and musical ratios.

天体音乐融合了形而上的哲学原理、数学关系表达精神的特质或音调，呈现在数字、视觉角度、形状和声音所有连接在一个图形的比例。毕达哥拉斯首次发现：音调的音程是按弦长比例产生，和谐的声音频率间隔形成简单的数值比例。在一个理论被称为和谐的天体，毕达哥拉斯提出，太阳、月亮和行星都散发着自己独特的嗡嗡声(轨道共振)基于他们的轨道改变，地球上生命的特性反映了人耳察觉不到的天体物理声音。随后，柏拉图描述的天文学和音乐为孪生研究的感官识别：天文学的眼睛，音乐的耳朵，都需要知识的数值比例。

## 密宗基督教
伯蒂乌斯的《论音乐》一书中提到：音乐呈现这一中世纪概念涉及三个分枝。
- 音乐的普适性价值。
- 人体内部的音乐。
- 音乐用于演唱和演奏。

也可参考密宗基督教：精神国度的地方如同第二天堂出现。

## 扩展阅读
- 毕达哥拉斯
- 毕达哥拉斯主义
- 约翰内斯·开普勒
- 世界的和諧
- 绘画理论
- 音樂治療
- 星震學
- 單弦樂器
- 提丢斯-波得定则
- 祕傳宇宙論（英语：Esoteric cosmology）
- Ray of Creation（英语：Ray of Creation）
- Sacred geometry（英语：Sacred geometry）
- Shabd（英语：Shabd）

## 参阅
- [Calter, Paul. "Pythagoras & Music of the Spheres". Geometry in Art & Architecture. Dartmouth College. Retrieved November 26, 2011.]
- [Plant, David. "Johannes Kepler & the Music of the Spheres". Skyscript.co.uk. Retrieved November 26, 2011.]